# St. Joseph (Michigan)
St. Joseph ist eine Stadt im Bundesstaat Michigan in den Vereinigten Staaten. Sie wurde 1834 gegründet und erhielt 1891 die Stadtrechte. Bei der Volkszählung von 2010 hatte die Stadt 8365 Einwohner. Sie liegt am Ufer des Lake Michigan an der Mündung des St. Joseph River etwa 140 km nordöstlich von Chicago. St. Joseph ist die Hauptstadt des Berrien County. Des Weiteren ist sie der Sitz der American Society of Agricultural and Biological Engineers.

## Geschichte

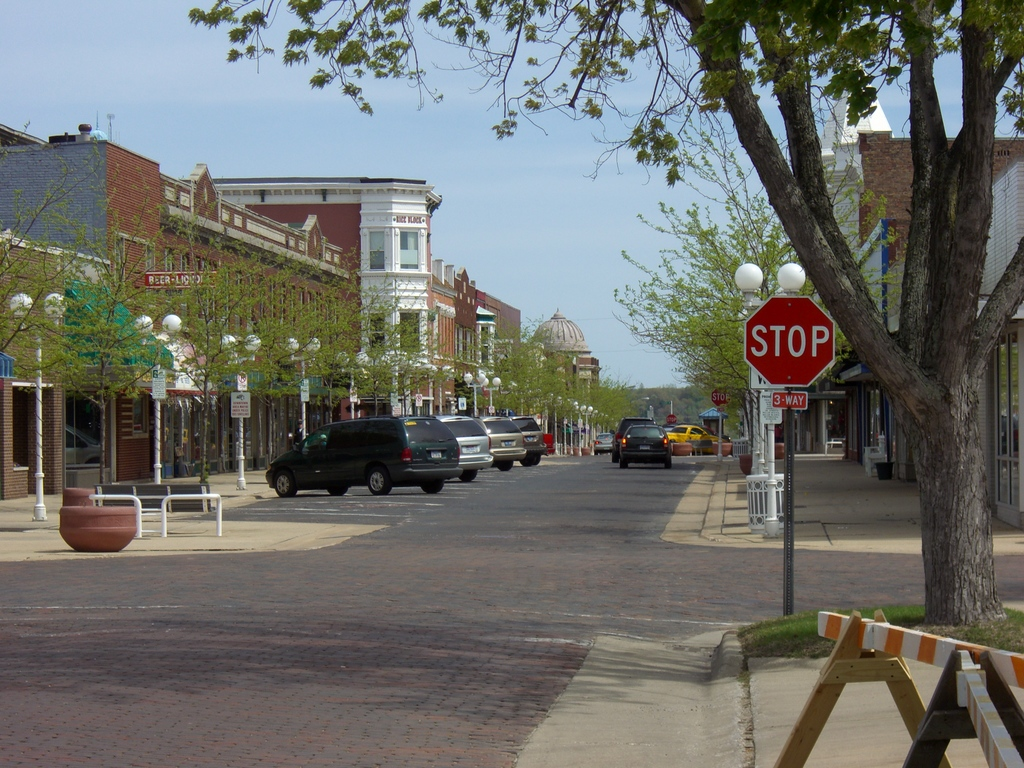
Innenstadt von St. Joseph 2007

Anfangs war das heutige Gebiet um St. Joseph ein wichtiges indianisches Handelszentrum, da es an einer Hauptroute zwischen den Großen Seen und dem Mississippi. Sowohl die Miami als auch die Potawatomi reisten auf dieser Route und nutzten das Gebiet um St. Joseph zur Rast. Des Weiteren bot der St. Joseph River eine Verbindung zu einem Handelsweg der Sauk, der als Hauptlandweg durch Michigan galt.
1669 entdeckten Europäer die Flussmündung und der französische Entdecker Robert Cavelier de La Salle gründete an dieser Stelle das Fort Miami. Im Jahr 1679 wartete La Salle vergeblich auf die Rückkehr der Le Griffon. Als er das Schiff als vermisst aufgegeben hatte, durchquerten er und seine Männer als erste Europäer die Untere Halbinsel.
Der nächste weiße Siedler im Gebiet war William Burnett, der um 1780 einen Handelsposten an der Mündung des St. Joseph Rivers betrieb. Er handelte Lebensmittel, Felle und andere Güter mit Detroit, Mackinac und Chicago.
1829 kam Calvin Britain, der an einer baptistischen Mission in Niles gelehrt hatte, aus Jefferson County in die Gegend um St. Joseph. Kurze Zeit später entwickelte er eine Flurkarte für eine Siedlung, die er nach einer Küstenstadt in Massachusetts Newburyport nannte und zog damit weitere Siedler in das Gebiet. Die Grundstücke verkauften sich schnell und die Siedlung florierte. Die Mündung des St. Joseph wurde begradigt und Landungsbrücken wurden gebaut. Des Weiteren entstand in dieser Zeit der erste Leuchtturm in St. Joseph. 1834 wurde Newburyport umbenannt und St. Joseph wurde gegründet.
1825 wurde eine Schiffsverbindung zwischen St. Joseph und Chicago als Postroute eingerichtet, die aber nur sporadisch bedient wurde. Erst 1842 richteten Samuel und Eber Ward eine planmäßige Verbindung ein, die elf Jahre in Betrieb war. Bevor große Reedereien am Lake Michigan aufkamen, wurden die Fahrten hauptsächlich von Bootseignern durchgeführt. Mit dem Aufkommen der Schifffahrtsindustrie in Benton Harbor und des Tourismus in St. Joseph operierten immer mehr Schiffe vom Hafen aus.

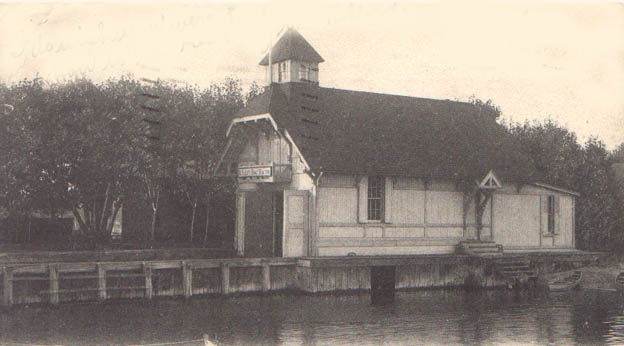
Bootshaus des US-amerikanischen Life Saving Service, circa 1874.

1876 baute der United States Lifesaving Service einen Stützpunkt in St. Joseph und setzte Joseph Napier als deren Leiter ein.
Nach einem erbittert geführten Wahlkampf wurde St. Joseph 1894 die Hauptstadt von Berrien County. Nachdem Berrien Springs darauf verzichtet hatte, beanspruchte jede der drei größten Orte im County - Benton Harbor, St. Joseph und Niles - den Titel für sich, aber keine konnte genügend Stimmen auf sich vereinigen. Erst als Benton Harbor und St. Joseph ihre Stimmen vereinigten, waren sie für St. Joseph ausreichend.
Am 11. Oktober 1898 brachte Augustus Moore Herring eines seiner motorgetriebene Fluggeräte an den Silver Beach in St. Joseph. Er hob mit seinem Gleiter ab und flog für sieben Sekunden. Elf Tage später bewältigte er sogar einen weiteren Flug von zehn Sekunden. Obwohl Herring ein motorgetriebenes Flugzeug flog, war er nicht in der Lage, den Flug zu kontrollieren. So überließ er es den Gebrüdern Wright und der Stadt Kitty Hawk, fünf Jahre später den ersten kontrollierten Motorflug durchzuführen und damit einen Platz in der Geschichte einzunehmen, den auch Herring und St. Joseph hätten besetzen können.

### Verkehr
Während der zweiten Hälfte des 19. Jahrhunderts verkehrten hauptsächlich die zwei großen Reedereien Goodrich Transportation und Graham und Morton zwischen St. Joseph und Chicago. Sie dominierten den Schiffsverkehr in St. Joseph für über hundert Jahre, obwohl auch kleinere Unternehmen während dieser Zeit Schiffsverkehr durchführten.
1874 begannen Henry Graham und J. Stanley Morton, eine Dampfschifffahrtslinie von St. Joseph aus zu betreiben. Aus dieser Zusammenarbeit entstand die Graham and Morton Transportation Company. Sie setzten sich in harten Konkurrenzkämpfen durch, wuchsen rasch und wurden während der über fünfzig Jahre ihrer Existenz zur zweitgrößten Reederei in St. Joseph nach Goodrich Transportation. Goodrich stellte den Verkehr nach St. Joseph und Benton Harbor 1880 ein. 1924 fusionierte die Graham and Morton Transportation Company mit Goodrich Transportation. Wie die meisten Häfen am Lake Michigan ging der Verkehr auch in St. Joseph in den Anfangsjahren des 20. Jahrhunderts zurück, was durch die Große Depression noch verstärkt wurde. Die Route zwischen Chicago und St. Joseph hielt sich noch bis in die 1950er Jahre.
Am 29. Januar 1870 verlängerte die Chicago and Michigan Lake Shore Railroad eine Strecke von New Buffalo bis nach St. Joseph. Die Strecke verband St. Joseph mit Grand Rapids, Muskegon, Detroit und Chicago. Bis dahin existierten Verbindungen zwischen diesen Städten und St. Joseph nur über den Lake Michigan. Schließlich wurde die Strecke in Chicago and West Michigan Railway umbenannt und von der Pere Marquette Railroad übernommen.

### Gewerbe und Industrie
1892 zog die Truscott Boat Manufacturing Company von Grand Rapids nach St. Joseph. Im frühen zwanzigsten Jahrhundert war sie mit 700 Angestellten der größte Arbeitgeber in St. Joseph und produzierte sechshundert Holzboote pro Jahr. Das Unternehmen baute während des Ersten Weltkriegs Boote für das Militär, kam aber während der Großen Depression in Schieflage. 1940 wurde es verkauft und während des Zweiten Weltkriegs wiederbelebt, um Schiffe für die U.S. Navy zu bauen. 1948 ging es in Konkurs.
1911 gründeten Louis und Frederick Upton zusammen mit ihrem Onkel Emory Upton ein Unternehmen zur Produktikon von Haushaltswaschmaschinen. Das Geschäft florierte, die Firma wuchs und existiert bis heute. 1929 fusionierte die Upton Machine Company mit der Nineteen Hundred Washer Company und wurde unter diesem Namen weitergeführt. Ab 1948 begann die Firma, Geräte unter der Marke Whirlpool zu verkaufen. Innerhalb der nächsten Dekade änderte die Nineteen Hundred Washer Company ihren Namen in Whirlpool Corporation. Heute ist die Whirlpool Corporation eine der größten Hersteller von Haushaltsgeräten und unterhält weiterhin eine große Niederlassung in St. Joseph und Benton Harbor. Auch die Firmenzentrale von Whirlpool liegt in der Nähe von Benton Harbor.
1891 eröffnete der Silver-Beach-Vergnügungspark in St. Joseph. Logan Drake und Louis Wallace kauften Land von der Pere Marquette Railroad und bauten darauf Ferienbungalows, um Touristen an die Seeküste zu locken. Als der Park an Popularität gewann, eröffneten die beiden verschiedene Buden und Fahrgeschäfte. Die erste Achterbahn mit dem Namen Chase Through The Clouds wurde 1904 errichtet. Später wurde sie durch die Achterbahn Velvet ersetzt, die dann in The Comet umbenannt wurde. Zu den beliebtesten Attraktionen gehörten das Karussell und der Shadowland Ballsaal, der 1927 gebaut wurde. Während der 1960er und 1970er Jahre verwahrlosten die Gebäude zunehmend und die Besucherzahlen waren rückläufig. Schließlich wurde der Park 1970 aufgrund von Kriminalität von der Polizei geschlossen.

### Amoklauf 2016
Am 11. Juli 2016 eröffnete der Gefängnisinsasse Larry Darnell Gordon das Feuer im dritten Stock des Gerichtsgebäudes in Berrien County in St. Joseph, tötete zwei Justizbeamte und verletzte einen Deputy und einen Zivilisten. Gordon sollte zu einer gerichtlichen Anhörung gebracht werden, als er einem Polizisten die Waffe entwendete und versuchte, Geiseln zu nehmen. Kurz nachdem er Geiseln genommen hatte, erschossen ihn weitere Justizbeamte.

## Geographie
Laut dem United States Census Bureau hat die Stadt eine Gesamtfläche von 12,43 km², von der 8,34 km² aus Landfläche und 4 km² aus Wasserfläche bestehen.

## Demographie
| Jahr          | 1880   | 1890   | 1900   | 1910   | 1920   | 1930   | 1940   | 1950   | 1960   | 1970   | 1980   | 1990   | 2000   | 2010   | 2016   |
| Einwohnerzahl | 2603   | 3733   | 5155   | 5936   | 7251   | 8349   | 8963   | 10.223 | 11.755 | 11.042 | 9622   | 9214   | 8789   | 8365   | 8288   |
| Quelle        | [ 17 ] | [ 17 ] | [ 17 ] | [ 17 ] | [ 17 ] | [ 17 ] | [ 17 ] | [ 17 ] | [ 17 ] | [ 17 ] | [ 17 ] | [ 17 ] | [ 17 ] | [ 17 ] | [ 18 ] |

### 2010
Laut Volkszählung 2010 lebten 8365 Einwohner aus 1941 Familien in 3933 Haushalten in der Stadt. Die Bevölkerungsdichte lag bei 1003 Einwohnern pro Quadratkilometer. Die ethnische Verteilung beinhaltete 88,1 % Weiße, 5,3 % Afroamerikaner, 3,4 % Asiaten, 0,3 % amerikanische Ureinwohner, 0,9 % andere Ethnien und 1,9 % Angehörige zweier oder mehrerer Ethnien. 2,8 % der Einwohner waren Hispanoamerikaner oder Lateinamerikaner.
In 20,6 % der 3933 Haushalte lebten Kinder unter 18 Jahren. 37,5 % bestanden aus verheirateten Paaren. 8,9 % waren alleinstehende Frauen und 2,9 % alleinstehende Männer. Die durchschnittliche Größe eines Haushalts lag bei 1,97 Personen und die durchschnittliche Größe einer Familie betrug 2,74 Personen.
Das Durchschnittsalter der Bevölkerung lag bei 41,6 Jahren. 16,4 % der Einwohner waren unter 18, 9,2 % zwischen 18 und 24, 28,6 % zwischen 25 und 44, 27,2 % zwischen 45 und 64 und 18,6 % waren 65 oder älter. Die Geschlechterverteilung lag bei 48,8 % Männern und 51,2 % Frauen.

### 2000
Laut der Volkszählung 2000 gab es in der Stadt 8789 Einwohner aus 2058 Familien in 4117 Haushalten. Die Bevölkerungsdichte lag bei 989,3 Einwohnern pro Quadratkilometer. Es gab 4594 Wohneinheiten mit einer durchschnittlichen Dichte von 1338,8 pro Quadratkilometer. Die ethnische Verteilung beinhaltete 90,31 % Weiße, 5,11 % Afroamerikaner, 0,41 % Amerikanische Ureinwohner, 2,39 % Asiaten, 0,02 % Pazifische Insulaner, 1,29 % Hispano- und Lateinamerikaner, 0,46 % andere Ethnien und 1,31 % Angehörige zweier oder mehrerer Ethnien.
In 22 % der 4117 Haushalte lebten Kinder unter 18 Jahren. 37,6 % bestanden aus verheirateten Paaren, 9,4 % aus alleinstehenden Frauen. Die Durchschnittsgröße eines Haushalts betrug 1,99 und die durchschnittliche Größe einer Familie lag bei 2,77.
Die Altersverteilung der Stadt beinhaltete 19 % unter 18 Jahren, 9,5 % zwischen 18 und 24 Jahren, 30,6 % zwischen 25 und 44 Jahren, 22,7 % zwischen 45 und 65 Jahren und 18,2 % waren 65 Jahre alt oder älter. Das Durchschnittsalter lag bei 39 Jahren. Auf 100 Frauen kamen 96 Männer und auf 100 Frauen über 18 Jahren kamen 92,9 Männer über 18 Jahre.
Das durchschnittliche Jahreseinkommen eines Haushalts lag bei 37.032 US-Dollar und das einer Familie bei 51.328 US-Dollar. Männer hatten ein durchschnittliches Jahreseinkommen von 36.250 US-Dollar, Frauen von 26.395 US-Dollar. Das Pro-Kopf-Einkommen der Stadt lag bei 24.949 US-Dollar. Etwa 4,3 % der Familien bzw. 6,6 % der Bevölkerung lagen unter der Armutsgrenze - davon 6,1 % unter 18 und 6,3 % über 65.

## Kunst und Kultur
St. Joseph veranstaltet zusammen mit seiner Partnerstadt Benton Harbor das alljährliche Blossomtime Festival.
Die Krasl Kunstausstellung On the Bluff wird jedes Jahr im Lake Bluff Park am Wochenende nach dem 4. Juli veranstaltet.
Seit 2005 findet ebenfalls jährlich der Concours d'Elegance of Southwest Michigan am zweiten Samstag im August statt. Zu dieser Veranstaltung werden 75 Oldtimerbesitzer eingeladen, ihre Fahrzeuge im Lake Bluff Park zu präsentieren.

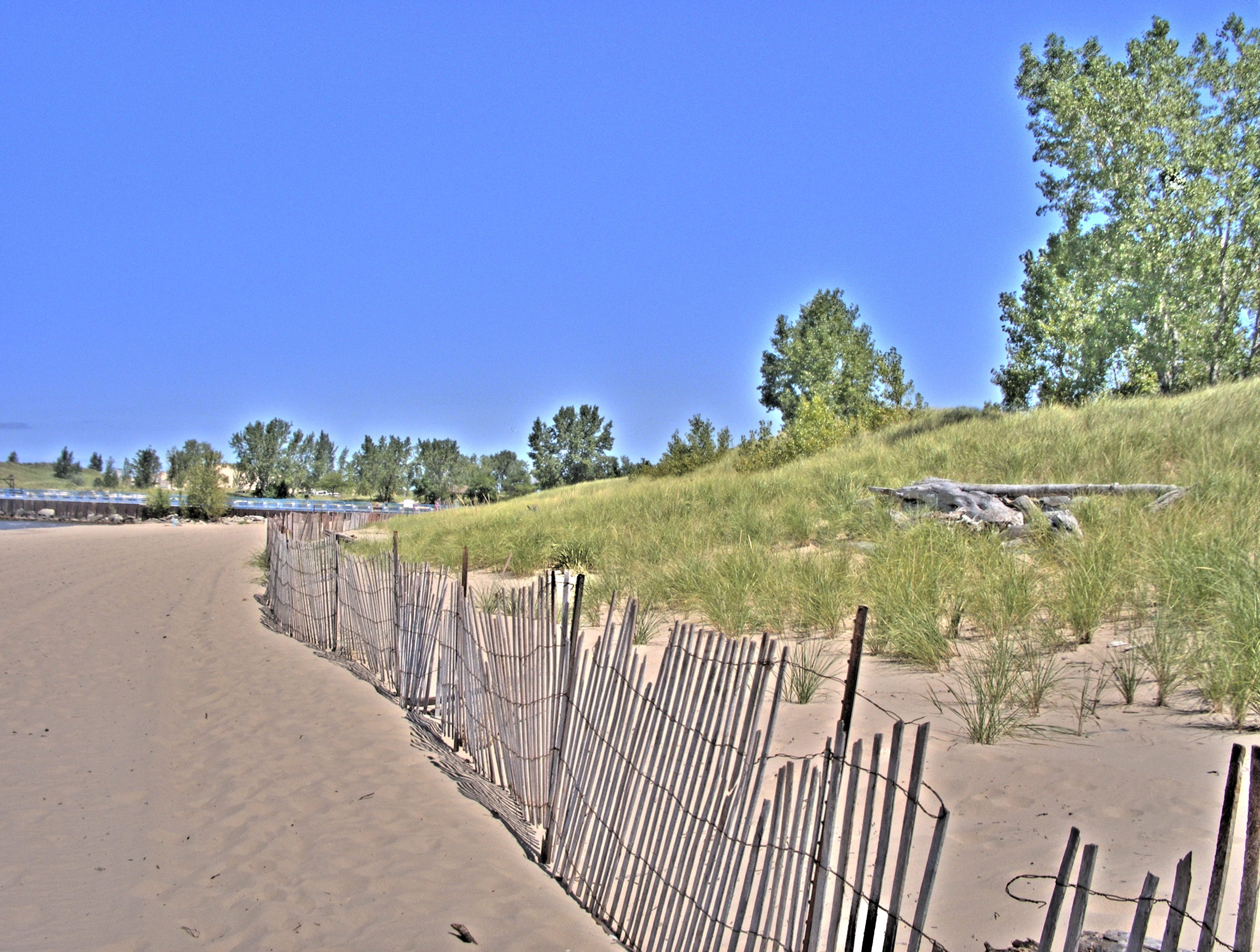
Der Silver Beach in St. Joseph

### Venezianisches Festival
Von 1979 bis 2011 fand in St. Joseph das Venezianische Festival statt, das drei Traditionen umfasste: Die Segnung des Flusses, die erleuchtete Schiffparade und eine klassische Schiffparade. Der Name des Festivals war eine Hommage an die Parallelen zwischen St. Joseph und Venedig.
1987 machte die Fregatte USS Oliver Hazard Perry im Hafen fest und der Kommandant des Schiffes bot Festivalbesuchern Besichtigungstouren an. Dies begründete eine Tradition, in der Schiffe der U.S. Navy regelmäßig das Festival besuchten. Musikdarbietungen, die auf drei Bühnen veranstaltet wurden, trugen ebenfalls zum Erfolg des Festivals bei. Viele lokale Musiker spielten auf der Bühne The Bluff und im Shadowland Pavilion während auf der Hauptbühne bekannte Bands wie die Beach Boys, Cheap Trick, Little Big Town und Jason Michael Carroll auftraten.
Laut der Michigan State University besuchten 1997 rund 63.000 Besucher das Venezianische Festival und bescherten der lokalen Wirtschaft so Umsätze in Höhe von 1,7 Millionen US-Dollar.
Während des Festivals wurden auch viele Wettbewerbe entlang des Silver Beach und dem Saint Joseph River ausgetragen. Unter anderem fanden ein Volleyballturnier, ein Laufwettbewerb und ein Sandskulpturenwettbewerb statt.
Die erleuchtete und die klassische Schiffparade fanden beide auf dem St. Josef River statt und waren seit 1987 Teil des Venezianischen Festivals. Weitere Attraktionen wie Feuerwerk und Fahrgeschäfte zogen Besucher auch aus größeren Städten wie Chicago an. Die Segnung des Flusses wurde am 30. Juli durchgeführt und ist bis heute eine Tradition in St. Joseph.

## Politik
Die Stadtregierung von St. Joseph ist als Stadtvertretung organisiert. Es gibt eine Stadtkommission mit fünf Mitgliedern, die gemeinsam gewählt werden. Wahlen finden im November in Jahren mit geraden Jahreszahlen statt. Bei jeder Wahl werden drei Sitze neu vergeben. Die zwei Kandidaten mit den meisten Stimmen erhalten ihre Sitze für vier Jahre und der Kandidat mit den drittmeisten Stimmen für zwei Jahre. Auf der ersten Sitzung nach der Wahl, wählt die Kommission für die nächsten zwei Jahre einen Bürgermeister und einen stellvertretenden Bürgermeister aus ihren eigenen Reihen. Die Kommissionsmitglieder sind keine hauptberuflichen Politiker. Sie treffen in der Regel zweimal monatlich als legislatives Organ zusammen und geben die allgemeine Strategie für die Stadt vor. Das Tagesgeschäft wird an einen angestellten Stadtdirektor delegiert.
Städtische Einrichtungen umfassen unter anderem das Rathaus, eine Polizeistation, die Stadtwerke, die Feuerwehr, die Maud-Preston-Palenske-Bibliothek, das John-and-Dede-Howard-Eisstadion, ein Wasserwerk und einen Friedhof.
Die Lake Michigan Shoreline Water and Sewage Treatment Authority versorgt mit ihren Wasserwerken die Gemeinden Lincoln Charter Township, Royalton Township, St. Joseph Charter Township und die Orte Shoreham und Stevensville. Sie betreibt ebenfalls eine Kläranlage im Besitz der Städte St. Joseph und Benton Harbor. Neben den aufgeführten Städten und Gemeinden, dient die Kläranlage zusätzliche der Gemeinde Benton Charter Township und Teilen des Sodus Township.
| Name             | Funktion                        | Jahr der Erstwahl |
| ---------------- | ------------------------------- | ----------------- |
| Michael Garey    | Bürgermeister                   | 1999              |
| Fran Chickering  | stellvertretender Bürgermeister | 2007              |
| Jeffery Richards | Stadtkommissar                  | 1984              |
| Mary Goff        | Stadtkommissar                  | 1986              |
| Chris Heugel     | Stadtkommissar                  | 2013              |

## Schulen
St. Joseph verfügt über zwei High Schools, eine katholische Schule, zwei weitere Lutheranische Schulen und ein College.

## Öffentliche Medien
Die Lokalzeitung von St. Joseph ist der Herald-Palladium, deren Redaktion im nahen St. Joseph Township ansässig ist. Des Weiteren sind verschiedene lokale Radio- und Fernsehsender empfangbar.

## Verkehr

### Autobahnen

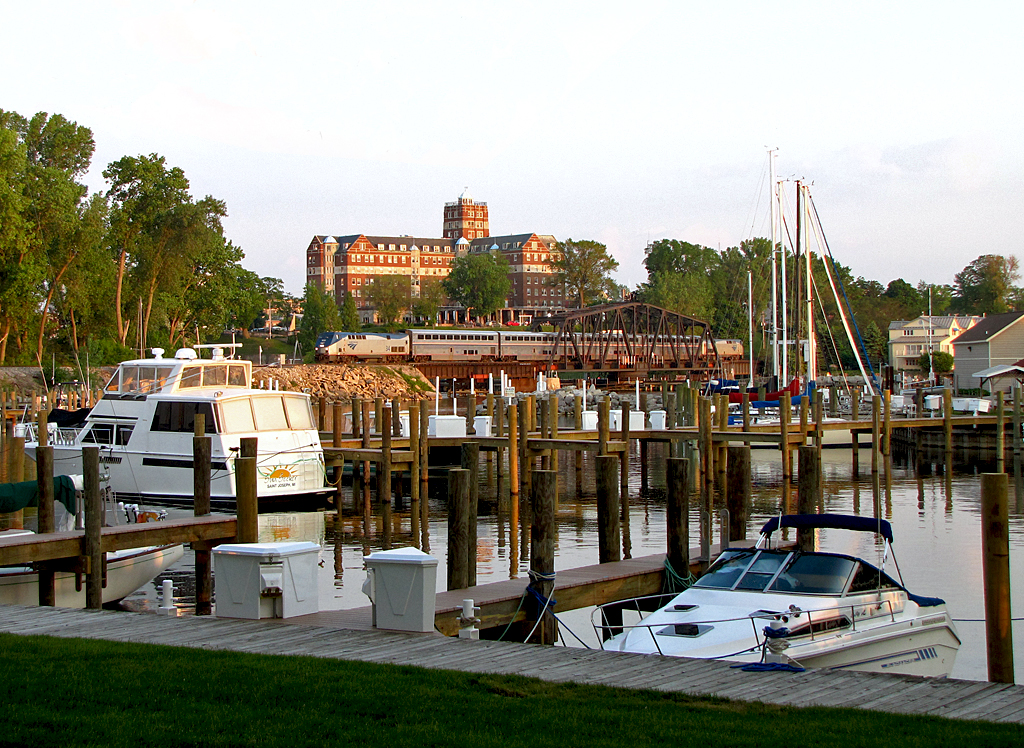
Ein Amtrak fährt an der Marina vorbei

St. Joseph liegt an der Interstate 94, am Michigan-Highway 63, am Michigan-Highway 139 sowie am U.S. Highway 91. Die Interstate 196 beginnt unmittelbar nordöstlich von Benton Harbor-St. Joseph.

### Eisenbahn
Der Bahnhof von St. Joseph wird täglich durch die Zugverbindung Pere Marquette von Amtrak bedient.

### Nahverkehr
Die Twin Cities Area Transportation Authority (TCATA) bietet Nahverkehr im gesamten Gebiet von St. Joseph und Benton Harbor. Ursprünglich wurden nur Verbindungen auf Anruf angeboten. Später wurden jedoch drei planmäßige Linien eingerichtet. Nur eine dieser Linien führt durch St. Joseph. Die anderen Linien sind auf Benton Harbor und Umgebung begrenzt.

### Flughafen
Der Southwest Michigan Regional Airport gehört zu den Städten St. Joseph und Benton Harbor.

### Schiffsverkehr
Am Wirtschaftshafen von St. Joseph werden Massengüter von Seefrachtern umgeschlagen werden. St. Joseph verfügt über zwei Docks, ein weiteres Dock befindet sich in Benton Harbor. Aufgrund der eingeschränkten Wassertiefe im Hafen und der fehlenden Möglichkeit zum Ausbaggern, ist der Warendurchsatz rückläufig.
| Unternehmen | Warenart                 | Schiffe | Tonnage |
| ----------- | ------------------------ | ------- | ------- |
| Consumers   | Limestone, sand and slag | 27      | 277.106 |
| Dock 63     | Kalkstein, Kies und Sand | 13      | 171.187 |
| Lafarge     | Zement                   | 27      | 185.250 |
| Total       |                          | 67      | 633.543 |

| Jahr | Anzahl Schiffe | Tonnage   |
| ---- | -------------- | --------- |
| 2000 | 69             | 770.189   |
| 2001 | 87             | 1.118.964 |
| 2002 | 82             | 665.917   |
| 2003 | 90             | 794.572   |
| 2004 | 85             | 767.975   |

## Persönlichkeiten

### Söhne und Töchter der Stadt
- Caryl Chessman (1921–1960), hingerichteter Straftäter
- Joseph Patrick Lynch (1872–1954), katholischer Geistlicher, Bischof von Dallas
- Barratt O’Hara (1882–1969), Politiker der Demokratischen Partei
- Reilly Opelka (* 1997), Tennisspieler
- Rachel Renée Russell, Jugendbuchautorin
- Fred Upton (* 1953), Politiker der Republikanischen Partei
- Frederick (1890–1986) und Louis Upton (1886–1952), Gründer der Whirlpool Corporation
- Kate Upton (* 1992), Model

### Persönlichkeiten, die vor Ort gewohnt haben
- Nina Davuluri (* 1989), Miss New York 2013, Miss America 2014
- James Frey (* 1969), Autor

## St. Joseph in der Popkultur
Das Buch The Other Side of the River von Alex Kotlowitz beschreibt den Tod eines afroamerikanischen Jugendlichen aus dem Blickwinkel der Einwohner von Benton Harbor und St. Joseph. Dabei geht es auf das Verhältnis der Ethnien in den zwei Städten untereinander ein.
Das kontrovers aufgenommene Buch A Million Little Pieces (deutscher Titel Tausend kleine Scherben) von James Frey spielt teilweise in St. Joseph und Umgebung. Frey ging auf die St. Joseph High School. Teile der Bevölkerung aus der Gegend inklusive der Polizei zeigten, dass es sich bei dem Buch nicht ausschließlich um eine wahre, sondern auch teilweise um eine fiktionale Erzählung handelt.
Stephen Christian, Sänger der Band Anberlin, verbrachte einen Teil seiner Kindheit in St. Joseph und erwähnt die Stadt einem seiner Songs.